# 白顶鹀
白顶鹀（学名：Emberiza stewarti），是雀形目鹀科的一种鸟类。

## 特征
白顶鹀体重约15.96克，翼长约78毫米，嘴峰长约12.4毫米，喙宽度约3.6毫米，喙厚度约4.4毫米，跗蹠长约17.4毫米，尾长约67.4毫米。白顶鹀是候鸟，其栖息在开放的草原环境中，食性为草食性，主要食物来源是植物的干果或种子。

## 分布
土库曼斯坦南部至阿富汗北部、巴基斯坦北部和印度西北部。